# Nomorhamphus liemi
Nomorhamphus liemi är en fiskart som beskrevs av Vogt, 1978. Nomorhamphus liemi ingår i släktet Nomorhamphus och familjen Hemiramphidae. Inga underarter finns listade i Catalogue of Life.